# Germigny-des-Prés
Germigny-des-Prés är en liten kommun i departementet Loiret i norra delen av centrala Frankrike. Kommunen ligger vid floden Loire omkring 30 km från Saint-Benoît-sur-Loire. År 2022 hade Germigny-des-Prés 700 invånare.
Germigny-des-Prés är främst känt för sitt palatskapell uppfört av Teodulf av Orléans omkring 806 och mosaiken i kapellet som är den enda bevarade mosaiken i Frankrike från karolingisk tid.

## Befolkningsutveckling
Antalet invånare i kommunen Germigny-des-Prés
| Referens: INSEE |